# Kurt Münzer
Kurt Münzer (* 18. April 1879 in Gleiwitz; † 27. April 1944 in Zürich) war ein deutscher Schriftsteller.

## Leben
Münzer verlebte nach eigenen Aussagen eine „vergoldete Kindheit“ als Sohn von Mayer gen. Moritz Münzer (* 1824 in Kieferstädtel; † 1908 in Berlin), eines orthodox-jüdischen Kaufmanns, und Klara geb. Löwysohn (* 1846 in Peiskretscham; † 1922 in Berlin), Tochter des Rabbiners Abraham Löwysohn, zu der er eine besonders starke Bindung hatte. Die Familie zog um 1887 mit ihm und den beiden Geschwistern nach Berlin, wo Münzer nach dem Abitur Jura, Philosophie und Kunstgeschichte studierte. Ohne auf ein konkretes Berufsziel hinzuarbeiten, führte Münzer seine Studien ab 1904 in Zürich fort, wo er mit dem Schauspieler Karl Feigl liiert war. Aus dieser Zeit ist die Bekanntschaft Münzers mit Johannes Nohl und Erich Mühsam belegt. Er war beteiligt an einem Erpressungsversuch unter Androhung privater Enthüllungen gegenüber Magnus Hirschfeld und Benedict Friedländer, für den Feigl zu Gefängnisstrafe verurteilt wurde.
Schon für sein erstes Buch, die Abhandlung Die Kunst des Künstlers (1905), hatte Münzer einen Verleger gefunden. In den folgenden 18 Jahren erschienen über 20 Romane, Novellen, Theaterstücke und Kurzgeschichten, die teils beträchtliche Auflagen erzielten. In ihnen geht es meist um jüdische Identität, das Verhältnis von Kunst und Leben, zwischenmenschliche Entfremdung, proletarisches Elend, Großstadt Berlin. Mit einer patriotischen Gedichtsammlung (Taten und Kränze, Lieder zum Kriege. 1914) begrüßte Münzer den Ausbruch des Ersten Weltkriegs. Der Roman Jude ans Kreuz (1928) nahm die Schrecken der Judenverfolgung durch die Nazis vorweg. Münzers größter Erfolg wurde der unter dem Pseudonym Georg Fink veröffentlichte Roman Mich hungert über die problematische Freundschaft eines „halbjüdischen“ Proletarier-Sohnes zur Familie eines gutbürgerlichen Fabrikdirektors. Nach seinem Roman Der Ladenprinz entstand 1928 ein gleichnamiger Film von Erich Schönfelder (mit Adele Sandrock, Harry Halm und La Jana, Ausstattung von dem expressionistischen Bühnenbildner Andrej Andrejew).
Literaturgeschichtlich kann Münzer wohl am ehesten der Neuromantik zugeordnet werden.
Unmittelbar nach Machtergreifung der Nationalsozialisten 1933 emigrierte Münzer in die Schweiz, wo er vorwiegend in Bern lebte, zeitweise Mitarbeiter des Steinberg-Verlages Zürich war, aber als Schriftsteller keinen größeren Erfolg mehr erzielen konnte.

## Werke (Auswahl)
- Das verlorene Lied. Vier Einakter. Harmonie-GmbH, Berlin o. J. [1907].
- Der Weg nach Zion. Roman. Axel Juncker, Berlin 1907.
- Kinder der Stadt. Roman. Vita, Deutsches Verlagshaus, Berlin 1910.
  - Dela Gard oder Kunst und Leben in Berlin. (Neuausgabe von Kinder der Stadt. Berlin 2019, ISBN 978-3-945980-32-3.  pdf)
- Der Ladenprinz oder Das Märchen vom Kommis. Roman. Georg Müller, München 1914.
  - Das Märchen vom Ladenprinzen. Ein Entwicklungsroman.(Neuausgabe mit biobibliographischem Nachwort, Berlin 2022, ISBN 978-3-945980-69-9. pdf)
- Taten und Kränze. Lieder zum Kriege. Axel Juncker, Berlin 1914.
- Der jüngste Tag. Novellen aus unserem Kriege. Reuss & Itta, Konstanz 1915 (Digitalisat).
- Phantom. Roman. Wilhelm Borngräber, Berlin 1919. (Neuausgabe: Berlin 2013, ISBN 978-3-923211-22-7. pdf)
- Der weiße Knabe. Die Geschichte einer seltsamen Liebe. Paul Steegemann, Hannover/Berlin 1921.
- Dichter und Bürger. Beccards, Schwedt 1922.
- Das kalte Herz. Roman. Rösl & Cie., München 1922.
- Sturm und Sterne. Mosaik Verlag, Berlin 1922.
- Das entfesselte Jenseits - Novellen. Verlag Deutsche Buchwerkstätten, Dresden 1922.
- Esther Berg. Herz-Verlag, Wien 1923. (Neuausgabe Berlin 2015, ISBN 978-3-945980-04-0. pdf)
- Mamuschka. Der Roman meiner Mutter. Walter Heinrich, Freiburg im Breisgau 1923. (Digitalisat PDF)
- Salon Rausch. Roman. Verlag Dr. Präger, Wien 1927.
- Jude ans Kreuz. Roman. R. Löwit, Wien/Leipzig 1928. (Neuausgabe mit biobibliografischem Nachwort. Leipzig/Berlin 2011, ISBN 978-3-923211-85-2. pdf)
- Bruder Bär. Ausgewählte Novellen und Feuilletons. (Nachwort Michael Helming. Leipzig/Berlin 2011, ISBN 978-3-923211-93-7. pdf)
- als „Georg Fink“: Mich hungert. Bruno Cassirer, Berlin 1929. (Neuausgabe Berlin 2014, ISBN 978-3-8493-0093-7.)
- als „Georg Fink“: Hast du dich verlaufen? Bruno Cassirer, Berlin 1930. (Neuausgabe unter dem Autorennamen Kurt Münzer und dem Titel Menschen am Schlesischen Bahnhof. Berlin 2012, ISBN 978-3-923211-09-8. pdf)